# ザ・ウォール
『ザ・ウォール』 (The Wall) は、1979年11月30日にイギリスで発表されたピンク・フロイドの2枚組コンセプト・アルバム・ロック・オペラ。全英3位・全米1位を記録し、全世界で3,000万枚以上売り上げるメガヒットとなった。また先行シングルとして発売された「アナザー・ブリック・イン・ザ・ウォール (パート2) 」も全米・全英ともに1位を記録するヒットとなった。

## 解説
発表当時の音楽業界にはパンク・ロック〜ニュー・ウェイヴの波が押し寄せており、ピンク・フロイドを始めとするプログレッシブ・ロック勢は「オールド・ウェイヴ」と称され、若いロック・リスナーから無視されていた。そのような状況下にあって、この作品は全世界で爆発的なヒットを記録し、このバンドの底力を見せつけた。
アルバム発表後のワールド・ツアーでは、ステージ上に実際に「壁」を築き上げるという大掛かりなパフォーマンスが話題となった。2000年になって、このコンサートの模様を収録したライブ・アルバム『ザ・ウォール・ライヴ:アールズ・コート1980-1981』が発売されたが、公式の映像作品は未だにリリースされていない。
また、1982年には『ピンク・フロイド ザ・ウォール』というタイトルでアラン・パーカー監督、ボブ・ゲルドフ主演による映画も公開された（現在はDVDで発売されている）。

## アルバム概要
ロック・スターと思われる主人公ピンクの人生がストーリー形式で進行していき、そこから人間心理を描き出すという手法を取ったコンセプト・アルバムである。ピンクの人生の過程の中で感じる、学校教育や社会の中での抑圧・疎外感を「壁」に例えている。
ピンクはごく早い時期に父親を戦争で失っている設定で、基本的にはロジャー・ウォーターズ自身を投影したキャラクターと言える。一方で、ロック・スターとして成功しながらもドラッグに溺れて精神が破綻していく姿などには、かつてのメンバーであるシド・バレットの姿も重ねられている面も有る。Disc 2の8〜9曲目は、作品世界中でのピンクによるライブ演奏という趣向である。
1973年のアルバム『狂気』と同様に基本的にすべての楽曲が繋がっており、2枚組全曲を通してひとつのストーリーになっている。
アルバムのほとんどの曲をロジャー・ウォーターズが一人で書き下ろし、アルバムのレコーディングにはバンドのメンバー以外に多くのスタジオ・ミュージシャンが参加している。プロデュースもボブ・エズリンとの共同である。

## 制作の経緯
1977年発表の『アニマルズ』のコンサート・ツアー「ピンク・フロイド : イン・ザ・フレッシュ」の最終日である7月6日のカナダ・モントリオール公演において、ウォーターズは最前列にいた若者が騒ぎ立てていることに激怒し、演奏途中で手招きして唾を吐きかけるという行為に及んだ。このときにウォーターズは自分自身の行為にショックを受けながらも、「ステージの前を隔てて壁を築くことにより、僕の嫌悪感を表現しようという考えが稲妻のごとく頭に浮かんだ」という。
アニマルズ・ツアーの終了後、ウォーターズはイギリスの田舎に引きこもってデモテープの制作に没頭した。一方、デヴィッド・ギルモアとリチャード・ライトは、それぞれソロ・アルバムを制作した。こうしてしばらくの間、ピンク・フロイドとしての活動は休止することになった。
この頃、バンドは財政難に陥ることになる。バンドの資産を管理していた「ノートン・ウォーバーグ・グループ」という資産運用会社が、バンドの資産をリスクの高い事業に投資し、次第に赤字に転落していって多額の損失を被ったためである。このため、バンドは収益性が高いプロジェクトに取り組まざるを得なくなった。
バンドは1978年7月に集合し、ウォーターズは他のメンバーに対して自ら制作した2つのデモテープを提示し、どちらをピンク・フロイドのプロジェクトとして進めるべきか討議した。そのうちの一つが『ザ・ウォール』であった。もう一方のマテリアルは他のメンバーに「個人的すぎる」として拒絶され、それは後にウォーターズのソロアルバム『ヒッチハイクの賛否両論』として日の目を見ることになる。

## レコーディング・セッション
アルバム制作は1978年7月よりイギリス・ロンドンにあるバンドが所有するブリタニア・ロウ・スタジオにて開始された。ロジャー・ウォーターズは、プロジェクトの規模の大きさ、複雑さ、そしてデヴィッド・ギルモアとの軋轢も考慮して、外部から協力者を仰ぐことを考えた。その結果、アリス・クーパーやキッスなどを手掛けたボブ・エズリンが招かれた。当時のウォーターズの結婚間もない妻キャロラインがエズリンの秘書を務めた事があり、エズリンの招聘もキャロラインの推薦によるものであった。
ブリタニア・ロウ・スタジオにてエズリンはギルモアらとともにウォーターズのデモテープを分析するなどの作業に当たっていたが、レコーディング途中でイギリスを去ることになった。ノートン・ウォーバーグの件で財政難に陥って税金対策を講じざるを得なくなったためである（このためブリタニア・ロウ・スタジオでレコーディング作業されたことは公表されていない）。アルバムのレコーディングは、フランスのスーパーベア、ロサンゼルスのプロデューサーズ・ワークショップ、ニューヨークのCBSスタジオで録音された。
シングルリリースもされた「アナザー・ブリック・イン・ザ・ウォール (パート2)  」では、歌詞の「教育なんかいらない」という一節に説得性を持たせるために、ウォーターズとエズリンはその一節を実際に子供に歌わせるというアイデアを思いついた。歌っているのは、エズリンからの指示を受けたニック・グリフィスがブリタニア・ロウ・スタジオのすぐ近くにある小学校の音楽教師に掛け合って参加してもらった4年生23名によるものである。
レコーディングが終盤を迎えた1979年秋、リチャード・ライトがウォーターズの圧力によって解雇されるという事件が起きる。『ザ・ウォール』プロジェクトではほとんど創作活動を行わなかったことや、同年の夏にギリシャへ家族と療養へ行き、レコーディング活動へ戻ろうとしなかったことが逆鱗に触れ、ウォーターズは他のメンバーに対し「ライトの解雇に同意しなければ、『ザ・ウォール』プロジェクトを中止する」と迫った。当時財政難に陥っていたことから他のメンバーもウォーターズの要求に応じざるを得ず、ライトはバンドのメンバーから正式に外されることになった。ライトはこの後「雇われミュージシャン」としてバンドに同行し、「ザ・ウォール」のコンサートツアーも全公演こなした。

## セールスと評価
アルバムは発売されるやアメリカを始め世界中でベストセラーとなり『狂気』以来のメガヒットとなる。ビルボードの集計によると15週連続でチャート1位を記録し、アメリカだけで2,300万枚（全米歴代3位）を売り上げた。アメリカの集計では、2枚組作品は1セットの売上で2枚とカウントするので、実際の売上セット数は1,150万枚あまりということになる。2枚組のアルバムとしては、同じく2,000万枚を売り上げているザ・ビートルズの『ザ・ビートルズ1967年〜1970年』と売り上げの差は僅差であるとされるが、現在わずかながら本作の方が上回っており、世界で最も売れた2枚組アルバムとされている。
イギリスでは最高位3位ながら68週に渡りチャートインした。
このアルバムからシングル・カットされた「アナザー・ブリック・イン・ザ・ウォール (パート2) 」が、英・米チャート で1位を獲得した。本国イギリスでは11年振りの発売となるシングルで、ピンク・フロイドにとって唯一のシングル・チャート1位獲得作品でもある。
「コンフォタブリー・ナム」も彼等の代表曲の一つであり、（ウォーターズのソロも含め）1980年代以降のライブで頻繁に演奏されている他、LIVE 8での再結成の際にも披露された。また、「ローリング・ストーンの選ぶオールタイム・グレイテスト・アルバム500」において第87位、同誌読者投票『史上最高の二枚組アルバム』の2位に選ばれている。

## ザ・ウォール・ライブ
『ザ・ウォール』のコンサート・ツアー「The Wall Performed Live」は、1980年2月4日のロサンゼルス・スポーツアリーナを皮切りに、1980年から1981年にかけてニューヨーク、ロサンゼルス、ドルトムント、ロンドンの4都市で開催された。しかし経費とコストがあまりにもかさむため、4都市全30公演にとどまった。
コンサートは、アルバムの1枚目、2枚目がそれぞれ第一部、第二部という二部構成である。最初の曲である「イン・ザ・フレッシュ? 」を演奏しているのはバンド自身ではなく、サポート・メンバーたちがバンド・メンバーのお面を被って演奏している。第一部の演奏途中から壁の構築が始まり、一枚目の最後の曲「グッバイ・クルーエル・ワールド」をウォーターズが歌い終えると最後のレンガがはめ込まれて壁が完成し、第一部が終了する。そして、第二部の最初の曲「ヘイ・ユウ」では、壁の向こう側でバンドが演奏を繰り広げていった。ただしこれ以後は、壁に巧妙に仕掛けが構築されており、バンドのメンバーが壁の一部から姿を現して演奏している。
この圧倒的なステージ・パフォーマンスはプレスから絶賛され、ローリングストーン誌に「ピンク・フロイドはロック・コンサートの概念を一夜にして変えた」と評された。
また、2010年から2013年にかけて、ウォーターズが『ザ・ウォール』を完全再現した全219公演にも及ぶソロツアー「The Wall Live」を敢行し、全世界で約450万人を動員した。

## エピソード
- オープニング・ナンバーの「イン・ザ・フレッシュ?」の冒頭のセリフ「....we came in?」は、ラスト・ナンバーの「Outside The Wall」のラストの途切れたセリフ「Isn't this where」につながるもので、これを続けると、「Isn't this where we came in ?（ここはぼくらが入って来た所じゃないのか?）」となる[14]。
- 「エンプティ・スペーシズ」のイントロ部分の声を逆回転で再生すると、ピンク・フロイドからの隠されたメッセージを聴くことができる。
- 「エンプティ・スペーシズ」は、レコーディング時点では「ワット・シャル・ウィー・ドゥ・ナウ」という曲で長めのヘビーな曲だったが、LPレコードの収録時間の制約のために、この曲の前半部分のみ収録された。これは発売ギリギリになって決まったようで、本作の初回盤LPの内ジャケットには「エンプティ・スペーシズ」ではなく「ワット・シャル・ウィー・ドゥ・ナウ」の歌詞が掲載されていた。ライブ盤や映画「ザ・ウォール」では「ワット・シャル・ウィー・ドゥ・ナウ」のフルバージョンを聴くことができる。

## 収録曲
特記ない場合全て作詞・作曲ロジャー・ウォーターズ

### DISC1
| #   | タイトル                                                                                 | 作詞 | 作曲・編曲 | リードボーカル                    | 時間 |
| --- | ---------------------------------------------------------------------------------------- | ---- | ---------- | --------------------------------- | ---- |
| 1.  | 「イン・ザ・フレッシュ? In The Flesh?」                                                  |      |            | ロジャー・ウォーターズ            | 3:16 |
| 2.  | 「ザ・シン・アイス The Thin Ice」                                                        |      |            | ウォーターズ デヴィッド・ギルモア | 2:27 |
| 3.  | 「アナザー・ブリック・イン・ザ・ウォール(パート1) Another Brick In The Wall (part I)」   |      |            | ウォーターズ                      | 3:11 |
| 4.  | 「ザ・ハピエスト・デイズ・オブ・アワ・ライヴズ The Happiest Days Of Our Lives」          |      |            | ウォーターズ                      | 1:46 |
| 5.  | 「アナザー・ブリック・イン・ザ・ウォール(パート2) Another Brick In The Wall (part II)」  |      |            | ウォーターズ ギルモア             | 3:59 |
| 6.  | 「マザー Mother」                                                                        |      |            | ウォーターズ ギルモア             | 5:32 |
| 7.  | 「グッバイ・ブルー・スカイ Goodbye Blue Sky」                                            |      |            | ギルモア                          | 2:45 |
| 8.  | 「エンプティ・スペーシズ Empty Spaces」                                                  |      |            | ウォーターズ                      | 2:10 |
| 9.  | 「ヤング・ラスト Young Lust」(作詞・作曲: ウォーターズ, ギルモア)                        |      |            | ギルモア                          | 3:25 |
| 10. | 「ワン・オブ・マイ・ターンズ One Of My Turns」                                           |      |            | ウォーターズ                      | 3:41 |
| 11. | 「ドント・リーヴ・ミー・ナウ Don't Leave Me Now」                                        |      |            | ウォーターズ                      | 4:08 |
| 12. | 「アナザー・ブリック・イン・ザ・ウォール(パート3) Another Brick In The Wall (part III)」 |      |            | ウォーターズ                      | 1:18 |
| 13. | 「グッバイ・クルエル・ワールド Goodbye Cruel World」                                     |      |            | ウォーターズ                      | 1:16 |

### DISC2
| #   | タイトル                                                                       | 作詞 | 作曲・編曲 | リードボーカル        | 時間 |
| --- | ------------------------------------------------------------------------------ | ---- | ---------- | --------------------- | ---- |
| 1.  | 「ヘイ・ユウ Hey You」                                                         |      |            | ギルモア ウォーターズ | 4:40 |
| 2.  | 「イズ・ゼア・エニバディ・アウト・ゼア? Is There Anybody Out There?」          |      |            | ウォーターズ ギルモア | 2:44 |
| 3.  | 「ノウバディ・ホーム Nobody Home」                                             |      |            | ウォーターズ          | 3:26 |
| 4.  | 「ヴィーラ Vera」                                                              |      |            | ウォーターズ          | 1:35 |
| 5.  | 「ブリング・ザ・ボーイズ・バック・ホーム Bring The Boys Back Home」            |      |            | ウォーターズ          | 1:21 |
| 6.  | 「コンフォタブリー・ナム Comfortably Numb」(作詞・作曲:ギルモア、ウォーターズ) |      |            | ギルモア ウォーターズ | 6:23 |
| 7.  | 「ザ・ショウ・マスト・ゴー・オン The Show Must Go On」                         |      |            | ギルモア              | 1:36 |
| 8.  | 「イン・ザ・フレッシュ In The Flesh」                                          |      |            | ウォーターズ          | 4:15 |
| 9.  | 「ラン・ライク・ヘル Run Like Hell」(作詞・作曲:ウォーターズ、ギルモア)        |      |            | ウォーターズ ギルモア | 4:20 |
| 10. | 「ウェイティング・フォア・ザ・ワームズ Waiting For The Worms」                 |      |            | ウォーターズ ギルモア | 4:04 |
| 11. | 「ストップ Stop」                                                              |      |            | ウォーターズ          | 0:30 |
| 12. | 「ザ・トライアル The Trial」(作詞・作曲: ウォーターズ、ボブ・エズリン)         |      |            | ウォーターズ          | 5:13 |
| 13. | 「アウトサイド・ザ・ウォール Outside The Wall」                                |      |            | ウォーターズ          | 1:41 |